# Goera hageni
Goera hageni là một loài trong họ Goeridae. Chúng phân bố ở vùng nhiệt đới châu Phi.